# Powerball
Powerball — американская лотерея. Билеты лотереи продаются в 45 штатах США (все штаты, кроме: Невада, Юта, Алабама, Аляска, Гавайи). Розыгрыш джекпота практически всегда становится сенсацией. В ноябре 2022 года был побит рекорд и выигрыш составил 2,04 миллиарда долларов. В январе 2016 года джекпот достиг 1,586 миллиарда долларов. Джекпот выиграли сразу 3 участника лотереи.

## Правила игры
Во время игры делается выбор 6 чисел из двух блоков: 5 различных чисел из первого блока (белые шары) от 1 до 69 и одно число из другого блока (красные шары) от 1 до 26. Джекпот разыгрывается при совпадении всех 6 чисел. Все остальные выигрыши колеблются от 4 долларов до 1 миллиона. Стоимость билета составляет 2 доллара. В таком билете возможно отметить до 10 последовательных комбинаций. Стоимость его в таком случае, соответственно, возрастает в столько же раз.
В этой лотерее существует возможность подключения опции Power Play. Включив её в стоимость билета и заплатив ещё 1 доллар, появляется возможность увеличить свой выигрыш в 2, 3, 4 или 5 раз. Данная опция недоступна при выигрыше джекпота.
Сумма выигрыша в долларах в зависимости от совпадений:
Красный шар или красный + белый: 4
Любые 3 шара: 7
Любые 4 шара: 100
4 белых + красный: 100 000
5 белых: 1 миллион
Джекпот делится поровну между победителями (если их больше одного). Призовой фонд джекпота обычно начинается от 40 миллионов и с каждым тиражом увеличивается до тех пор, пока джекпот не будет разыгран. После этого размер джекпота снова начинает расти от 40 миллионов.
В Калифорнии суммы выигрыша зависят от размера призового фонда и количества выигравших билетов. Розыгрыши этой лотереи проходят в 22:59 в среду и субботу в городе Таллахасси (Флорида), по американскому восточному времени.
При выигрыше джекпота в американской лотерее Powerball его выплачивают тридцатью ежегодными платежами. Можно получить сразу же и наличную сумму (60% от общей суммы). Для этого необходимо заявить не позднее 2 месяцев от розыгрыша о своём выигрыше. Любой приз должен быть получен не позднее 180 дней от момента розыгрыша.